# Bande FM à Nice
La bande FM à Nice :
- 87,7 : Rire et Chansons
- 88,1 : Europe 2 Côte d'Azur (anciennement Virgin Radio Côte d'Azur)
- 88,5 : France Info
- 89,3 : Radio Chalom Nitsan
- 89,8 : France Culture
- 90,3 : M Radio (anciennement MFM Radio)
- 90,9 : Kiss FM  Nice
- 91,3/91,5 : Cannes Radio (anciennement Radio Azur)
- 91,9/92,2 : France Musique
- 92,4 : Contact FM programme Radio Star Monaco
- 92,5 : Radio Maria Italia
- 92,8 : RTL2
- 93,5/93,8 : Nostalgie Côte d'Azur
- 94,1 : Agora Côte d'Azur
- 94,4 : France Bleu Azur
- 94,6 : Kiss FM Cannes
- 95,0 : Fun Radio
- 95,4 : Radio Monaco
- 95,8 : Chérie FM Côte d'Azur
- 96,1 : Radio FG
- 96,6/96,8 : Latina (Radio)
- 97,4 : RTL
- 98,1 : TSF Côte d'Azur
- 98,5/98,8 : RMC
- 99,2 : NRJ Côte d'Azur
- 99,9/100,2 : France Inter
- 101,0 : Mouv'
- 101,4 : Europe 1
- 101,6 : RMC2 (émet en italien)
- 101,9 : France Culture
- 102,1 : Radio Pitchoun
- 102,3 : Nice Radio
- 102,7 : Radio Classique
- 103.0 : RFM
- 103,4 : Fréquence K
- 103,8 : France Bleu Azur
- 104,4 : BFM Business
- 104,8 : Oüi FM
- 105,3 : Radio Émotion
- 105,7 : France Info
- 106,3/106,5 : Radio Riviera (émet en anglais)
- 106.8 : RMC1 (émet en italien)
- 107,0 : Skyrock
- 107,7 : Radio Trafic FM